# ホワイトノイズ (Official髭男dismの曲)
「ホワイトノイズ」は、2023年1月11日にIRORI Recordsより配信された、日本のバンド・Official髭男dismの楽曲。当楽曲は、テレビアニメ『東京リベンジャーズ』の「聖夜決戦編」および「天竺編」オープニングテーマとして書き下ろされた。
前作『Subtitle』から3か月ぶりとなる配信シングルとなる。

## 背景

### 制作
本楽曲は歌詞がない状態で10年近く前からあり、『東京リベンジャーズ 聖夜決戦編』の主題歌オファーを機に歌詞を追加して制作された楽曲。

### リリース
2023年1月1日、当楽曲が『東京リベンジャーズ 聖夜決戦編』のオープニングテーマとして書き下ろされたことが発表されるとともに、同年1月11日に配信シングルとしてリリースされることが発表された。
本バンドがアニメ『東京リベンジャーズ』のオープニングテーマを担当するのは、2021年4月から9月まで放送された第1期のオープニングテーマ『Cry Baby』以来2クール連続となる。
また、『Cry Baby』から引き続き、ダイドードリンコ「ダイドーブレンド」と『東京リベンジャーズ』のコラボ缶「東リベ缶」のテレビCM『止めろ！珈琲抗争！』篇のCMソングとしても起用された。
3月8日、同年2月16日に行われた「Official髭男dism SHOCKING NUTS TOUR」日本武道館公演より楽曲のライブ映像が公開された。
2023年9月30日、当楽曲が『東京リベンジャーズ 天竺編』のオープニングテーマとして続投することが発表された。

## ミュージックビデオ
ホワイトノイズ
- 2023年1月11日にYouTubeにてプレミア公開された。

## チャート成績
2023年1月18日公開のBillboard JAPAN週間総合チャート「Billboard Japan Hot 100」で初登場5位を記録。
2023年1月18日公開のBillboard JAPAN週間ストリーミングソングチャート「Billboard Japan Streaming Songs」で初登場25位を記録。
2023年1月18日公開のBillboard JAPAN週間ダウンロードソングチャート「Billboard Japan Download Songs」で21,159ダウンロードを記録し初登場1位を獲得。2023年1月25日公開の同チャートまで2週連続・通算2週の首位を獲得している。
2023年1月18日公開のBillboard JAPAN週間アニメチャート「Billboard Japan Hot Animation」で初登場2位を記録。
2023年1月23日付のオリコン週間デジタルシングルチャートで初登場1位を記録。
2023年11月1日公開の「Billboard Japan Streaming Songs」で、自身15曲目のストリーミング累計1億回再生を突破した。

### 認定と売上
|                                 | 認定 (RIAJ) | 売上/再生回数          |
| ------------------------------- | ----------- | ---------------------- |
| ダウンロード                    | ゴールド    | 22,042 DL以上          |
| ストリーミング                  | プラチナ    | 100,000,000 回再生以上 |
| * 認定のみに基づく売上/再生回数 |             |                        |

## 収録曲
| #  | タイトル           | 作詞・作曲 | 編曲             | 時間 |
| -- | ------------------ | ---------- | ---------------- | ---- |
| 1. | 「ホワイトノイズ」 | 藤原聡     | Official髭男dism | 4:15 |

## タイアップ
ホワイトノイズ
テレビアニメ『東京リベンジャーズ 聖夜決戦編』オープニングテーマ
ダイドードリンコ『止めろ！珈琲抗争！』篇CMソング
テレビアニメ『東京リベンジャーズ 天竺編』オープニングテーマ

## カバー
- MyGO!!!!!［高松燈（羊宮妃那）］ - 2023年12月29日にゲーム『バンドリ! ガールズバンドパーティ!』に追加収録[19]。